# イシュトヴァーン5世 (ハンガリー王)
イシュトヴァーン5世（ハンガリー語: V. István, 1239年10月18日 - 1272年8月6日）は、ハンガリー王国アールパード朝の国王（在位：1270年 - 1272年）。ベーラ4世の子。

## 生涯

### 幼年期
ハンガリー王ベーラ4世の長子として生まれる。母ラスカリス・マーリアは、ニカイア帝国皇帝テオドロス1世ラスカリスを父に持つ。
イシュトヴァーンが2歳のとき、1241年4月11日にベーラ4世が率いるハンガリー軍はモヒの戦いでモンゴル軍に敗れる。敗戦の後、イシュトヴァーンと母マーリアは建国者イシュトヴァーン1世の聖骨と教会の宝物を持ち、ダルマチアの都市トラオへと避難した。オゴデイ・ハーンの訃報を受け取ったモンゴル軍がバルカン半島から撤退した後、イシュトヴァーンと母マーリアはようやくハンガリーに戻ることができた。
1246年にイシュトヴァーンはクロアチア、スラヴォニア、ダルマチアの統治を委ねられるが、この3つの地域は事実上バーン（太守、大貴族）のStephen Gut-Keledの支配下に置かれていた。ベーラは大貴族の抑制を試みて異教徒であるクマン人との関係を強化し、1253年にイシュトヴァーンとクマン人の族長コチャンの娘エルジェーベトとの婚姻を取り決めた。
1257年にイシュトヴァーンはベーラ4世に領地の分割を要求し、父王に反抗するための軍隊を招集する。翌1258年にベーラはトランシルヴァニアの統治権をイシュトヴァーンに譲渡した。
1258年にスティリア（シュタイアーマルク）で反乱が起きると、イシュトヴァーンはスティリアの反乱の鎮圧に参加し、反乱の鎮圧後にスティリア公の地位に就いた。しかし、スティリアの領主の中にハンガリーの支配を歓迎する者は少なく、1259年末にオタカル2世の支援を受けたスティリアの領主はイシュトヴァーンに対して反乱を起こした。スティリアのハンガリー人は追放され、領主たちはオタカルに従属した。イシュトヴァーンとベーラは報復としてボヘミアを攻撃するが、1260年7月にハンガリー軍はクレッセンブルンの戦いでボヘミア軍に敗れ、ハンガリー王国は戦後に結んだプレスブルクの和議でスティリア公領の支配権をボヘミアに譲渡しなければならなかった。

### ベーラ4世との争い
イシュトヴァーンは再びトランシルヴァニアの領地に戻り、1261年にイシュトヴァーンとベーラは共同でブルガリア帝国を攻撃する。しかし、ベーラはイシュトヴァーンの弟スラヴォニア公ベーラとボヘミア王家に嫁いだ娘のアンナを寵愛しており、イシュトヴァーンとベーラの関係は緊迫したものになっていた。
イシュトヴァーンはボヘミアに奪われたスティリアに代わる支配地を要求し、ベーラと対立していた貴族を味方に付けた。エステルゴム大司教フュレプとカロチャ大司教スマラグドの仲裁で、1262年の夏にポジョニでイシュトヴァーン父子は講和の取り決めを交わした。この取り決めに基づいて、イシュトヴァーンはドナウ川の東岸を領地に組み入れ、「若王」の称号を与えられた。だが、イシュトヴァーンとベーラそれぞれの支持者は互いに敵対勢力を攻撃しあい、2人の和解は一時的なものに終わった。
イシュトヴァーンが母マーリアと妹の領地を併合すると、ベーラはイシュトヴァーン討伐の軍隊を派遣した。イシュトヴァーンの妻子がベーラの軍に捕らえられると、彼は一時的にフェケテハロムに撤退しなければならなくなったが、ベーラの包囲を破り反撃に転じる。1265年3月にIsaszegの戦いでイシュトヴァーンは決定的な勝利を収め、勝利の後にベーラと講和した。
1267年にエステルゴムでハンガリー内の中小貴族が集会を開き、会合で決定された請願（1267年法令）がイシュトヴァーンとベーラの両方に提出された。内戦状態にあるハンガリーの統制を回復するため、イシュトヴァーンはベーラとともに請願を受諾した。
和解から間もなく、イシュトヴァーンは1261年に続いてブルガリアに侵入し、ヴィディンのデスポト（領主）・ヤコブ・スヴェトスラフに従属を認めさせた。また、イシュトヴァーンは外国からの支持を得るために、ローマ教皇の最大の支持者であるアンジュー＝シチリア家のカルロ1世と二重の婚姻関係を結んだ。最初の縁組ではイシュトヴァーンの娘マーリアとシチリアの王子カルロの婚姻が、2度目の縁組ではイシュトヴァーンの息子ラースローとシチリアの王女イザベッラとの婚姻が成立した。

### ハンガリー王即位後

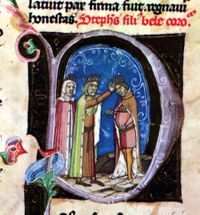
イシュトヴァーン5世の戴冠

1270年5月3日にベーラが没すると、イシュトヴァーンはハンガリー王位を継ぎ、妹のアンナとボヘミア王国に接近する一部の貴族たちはアールパード王家の家宝を持ってプラハに亡命した。戴冠式の前にイシュトヴァーンはエステルゴム大司教に州の統治権を付与し、ドナウ川を境に東西に二分された王国の統一は形の上では回復された。しかし、ベーラの治世から続くローマ教皇のハンガリーへの介入はより深刻化し、ハンガリーの大貴族の中には教皇と同盟を結ぶ者もいた。また、自分の領有する城をボヘミア王国に差し出したバーン・ケーセギ・ヘンリクのように、領主の中には外国の支持を得て国王に対抗しようとする者も現れる。
1270年8月にイシュトヴァーンは義弟のクラクフ公ボレスワフ5世と会見を開き、ボヘミア王国への共同攻撃に同意した。10月16日にイシュトヴァーンとオタカル2世はポジョニ近郊の川中島で会見を行い、2年間の休戦を約束した。しかし、国境上で起きた小競り合いが戦争に発展し、オタカル2世は自ら軍を率いてハンガリーに進攻した。ハンガリー軍は2つの小規模の戦闘ではボヘミア軍に敗れたが、1271年5月21日のラーバ河の戦いでボヘミア軍に決定的な勝利を収める。戦後の講和でボヘミアから占領された城塞が返還されるが、アンナが亡命の際に持ち出した家宝の請求権は破棄された。
1272年にケーセギ・ヘンリクは、王妃エルジェーベトの寵臣であるバーン・ヨアヒムと共謀して王子ラースローを誘拐し、ラースローを若王の地位に据えた。イシュトヴァーンはラースローを救出するために軍隊の招集を計画するが、そのさ中の1272年8月6日に急死した。

## 家族
1253年にイシュトヴァーンはクマン人の族長の娘エルジェーベトと結婚し、6人の子をもうけた。
- カタリン（1256年頃 - 1314年以降） - セルビア王ステファン・ドラグティンと結婚
- マーリア（1257年頃 - 1323年） - ナポリ王カルロ2世と結婚
- アンナ（1260年頃 - 1281年） - ビザンツ（東ローマ）皇帝アンドロニコス2世パレオロゴスと結婚
- エルジェーベト（1261年頃 - 1313年） - 1288年にザーヴィシュ・ズ・ファルケンシュテイナ（1290年刑死）と結婚、のちセルビア王ステファン・ウロシュ2世ミルティンと結婚
- ラースロー4世（1262年 - 1290年）
- アンドラーシュ（1268年 - 1278年） - スラヴォニア公